# Aiaktalik Island
Aiaktalik Island ist eine Insel des Kodiak-Archipels in Alaska in den Vereinigten Staaten. Sie liegt nur etwa 2 km südlich der Kodiak-Insel. In unmittelbarer Nachbarschaft befinden sich auch die Trinity Islands, die etwa 8 km südlicher von Aiaktalik Island sind.  Die Insel ist 20 km² groß und unbewohnt.